# Psilomma fusciscapis
Psilomma fusciscapis är en stekelart som beskrevs av Förster 1861. Psilomma fusciscapis ingår i släktet Psilomma, och familjen hyllhornsteklar. Arten är reproducerande i Sverige.